# Comuna Kameanka, Berezne
Kameanka (în ucraineană Кам'янка) este o comună în raionul Berezne, regiunea Rivne, Ucraina, formată din satele Antonivka, Kameanka (reședința) și Kurhanî.

## Demografie
Componența lingvistică a comunei Kameanka
     Ucraineană (99,62%)
     Alte limbi (0,39%)
Conform recensământului din 2001, majoritatea populației comunei Kameanka era vorbitoare de ucraineană (99,62%), existând în minoritate și vorbitori de alte limbi.